# Amorf
At et kemisk stof er amorft betyder at dets opbygning er uordnet eller uregelmæssig. (Det er i modsætning til et krystallinsk stof som har en langt mere ordnet kædestruktur som f.eks. et fint rumgitter.) Den uregelmæssige opbygning giver de amorfe stoffer nogle specielle egenskaber, f.eks. når de varmes op, hvilket er tydeligt i gelélys. Her kan man se, at geléens fysiske struktur ikke ændres ved opvarmning, den bliver bare blød og dernæst flydende, indtil temperaturen stiger så meget, at geléen nedbrydes. 
Amorft plast er desuden op til 92% gennemsigtigt, mens krystallinsk plast kun er gennemsigtigt i meget tyndt forarbejdet materiale.
| Kemi | Spire Denne artikel om kemi er en spire som bør udbygges. Du er velkommen til at hjælpe Wikipedia ved at udvide den. |